# Туманово (станция Дальневосточной железной дороги)
Тума́ново — железнодорожная станция Сахалинского региона Дальневосточной железной дороги. Названа по одноимённому селу, в котором расположена.

## История
Станция открыта в 1936 году в составе пускового участка Макаров — Поронайск.
Современное название станция получила в 1946 году.

## Деятельность
По параграфу станция способна осуществлять небольшие грузовые отправления со складов и на открытых площадках, приём и отправку контейнеров массой до 5 тонн, а также продажу пассажирских билетов.
На станции останавливаются все пассажирские поезда дальнего следования, курсирующие между Южно-Сахалинском, Тымовском и Ногликами, включая скорый поезд № 001/002 Южно-Сахалинск — Ноглики.